# 马勒维尔
马勒维尔（法語：Maleville，法語發音：[malvil]）是法国阿韦龙省的一个市镇，属于鲁埃格自由城区。

## 地理
马勒维尔（44°23'50"N, 2°6'7"E）面积36.35 平方千米，位于法国奧克西塔尼大區阿韦龙省，该省份为法国南部内陆省份，位于法國中央高原南部，北起顺时针与康塔爾省、洛泽尔省、加尔省、埃罗省、塔恩省、塔恩-加龙省和洛特省接壤。
与马勒维尔接壤的市镇（或旧市镇、城区）包括：布朗多内、孔波利巴、德吕勒、拉尼埃茹勒、圣伊热斯特、圣雷米、鲁埃格自由城、维勒讷沃、下塞加拉。

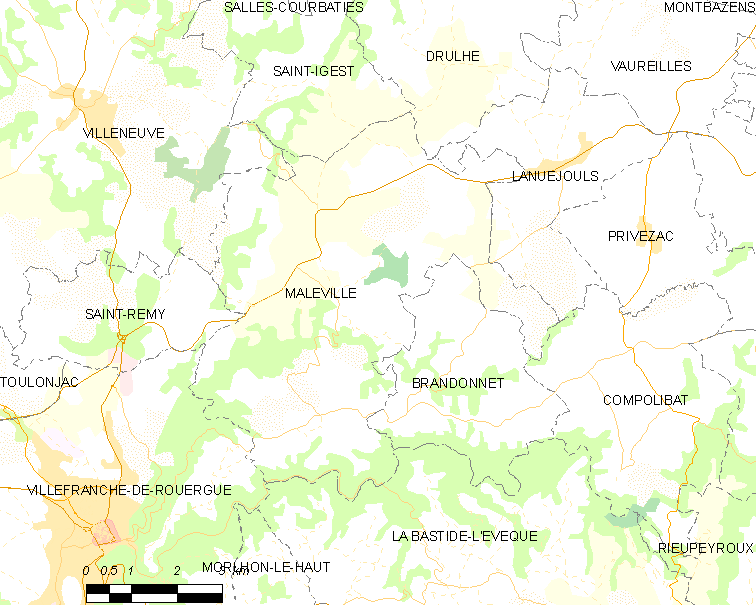
马勒维尔的OSM定位图

马勒维尔的时区为UTC+01:00、UTC+02:00（夏令时）。

## 行政
马勒维尔的邮政编码为12350，INSEE市镇编码为12136。

## 政治
马勒维尔所属的省级选区为维勒讷瓦-维勒弗朗舒瓦县。

## 人口

1962-2008年间马勒维尔人口变化图示

马勒维尔于2022年1月1日时的人口数量为953人。